# Marie Wattel
Marie Wattel (Lille, 2 juni 1997) is een Franse zwemster. Ze vertegenwoordigde haar vaderland op de Olympische Zomerspelen 2016 in Rio de Janeiro en op de Olympische Zomerspelen 2020 in Tokio.

## Carrière
Bij haar internationale debuut, op de wereldkampioenschappen zwemmen 2013 in Barcelona, strandde Wattel in de series van de 50 meter vlinderslag. Op de Europese kampioenschappen kortebaanzwemmen 2013 in Herning werd de Française uitgeschakeld in de halve finales van zowel de 50 als de 100 meter vlinderslag en in de series van de 200 meter vlinderslag.
Tijdens de Europese kampioenschappen zwemmen 2014 in Berlijn strandde ze in de halve finales van de 50, 100 en 200 meter vlinderslag, samen met Mathilde Cini, Coralie Dobral en Charlotte Bonnet werd ze uitgeschakeld in de series van de 4×100 meter wisselslag. In Doha nam Wattel deel aan de wereldkampioenschappen kortebaanzwemmen 2014. Op dit toernooi strandde ze in de halve finales van de 50 meter vlinderslag en in de series van zowel de 100 als de 200 meter vlinderslag. Op de 4×50 meter vrije slag zwom ze samen met Anna Santamans, Mélanie Henique en Mathilde Cini in de series, in de finale eindigden Santamans, Henique en Cini samen met Charlotte Bonnet op de vijfde plaats.
Op de wereldkampioenschappen zwemmen 2015 in Kazan werd de Française uitgeschakeld in de series van de 100 meter vlinderslag. Samen met Béryl Gastaldello, Charlotte Bonnet en Anna Santamans strandde ze in de series van de 4×100 meter wisselslag, op de gemengde 4×100 meter wisselslag werd ze samen met Benjamin Stasiulis, Giacomo Perez Dortona en Anna Santamans gediskwalificeerd.
Tijdens de Europese kampioenschappen zwemmen 2016 in Londen strandde ze in de halve finales van de 100 meter vlinderslag en in de series van zowel de 50 als de 200 meter vlinderslag. Samen met Mathilde Cini, Cloé Hache en Anna Santamans zwom ze in de series van de 4×100 meter vrije slag, in de finale eindigden Cini, Hache en Santamans samen met Charlotte Bonnet op de vierde plaats. In Rio de Janeiro nam Wattel deel aan de Olympische Zomerspelen van 2016. Op dit toernooi strandde ze in de series van de 100 meter vlinderslag, op de 4×100 meter wisselslag werd ze samen met Béryl Gastaldello, Fanny Desberghes en Charlotte Bonnet gediskwalificeerd in de series. Op de wereldkampioenschappen kortebaanzwemmen 2016 in Windsor werd de Française uitgeschakeld in de halve finales van zowel de 100 meter vrije slag als de 100 meter vlinderslag en in de series van de 50 meter vlinderslag. Samen met Mélanie Henique, Mathilde Cini en Anna Santamans eindigde ze als zesde op zowel de 4×50 als de 4×100 meter vrije slag, op de 4×100 meter wisselslag strandde ze samen met Mathilde Cini, Solène Gallego en Mélanie Henique in de series.
Tijdens de Europese kampioenschappen kortebaanzwemmen 2017 in Kopenhagen veroverde ze de zilveren medaille op de 100 meter vlinderslag, daarnaast eindigde ze als zesde op de 100 meter vrije slag. Samen met Mathilde Cini, Charlotte Bonnet en Mélanie Henique sleepte ze de bronzen medaille in de wacht op de 4×50 meter wisselslag, op de 4×50 meter vrije slag eindigde ze samen met Charlotte Bonnet, Margaux Fabre en Mélanie Henique op de vierde plaats.
In Glasgow nam Wattel deel aan de Europese kampioenschappen zwemmen 2018. Op dit toernooi eindigde ze als zevende op de 100 meter vrije slag en werd ze uitgeschakeld in de halve finales van de 100 meter vlinderslag. Samen met Charlotte Bonnet, Margaux Fabre en Béryl Gastaldello werd ze Europees kampioene op de 4×100 meter vrije slag, op de 4×200 meter vrije slag eindigde ze samen met Charlotte Bonnet, Margaux Fabre en Assia Touati op de vierde plaats. Samen met Mathilde Cini, Fanny Desberghes en Charlotte Bonnet eindigde ze als zesde op de 4×100 meter wisselslag, op de gemengde 4×100 meter vrije slag legde ze samen met Jérémy Stravius, Mehdy Metella en Charlotte Bonnet beslag op de Europese titel.
Op de wereldkampioenschappen zwemmen 2019 in Gwangju eindigde de Française als vijfde op de 50 meter vlinderslag en als achtste op de 100 meter vlinderslag. Samen met Clément Mignon, Mehdy Metella en Charlotte Bonnet behaalde ze de bronzen medaille op de 4×100 meter vrije slag.
Tijdens de Europese kampioenschappen zwemmen 2020 in Boedapest werd ze Europees kampioene op de 100 meter vlinderslag, ex aequo met de Griekse Anna Doudounaki, daarnaast behaalde ze de zilveren medaille op de 100 meter vrije slag en strandde ze in de halve finales van de 50 meter vlinderslag. Op de 4×100 meter vrije slag veroverde ze samen met Charlotte Bonnet, Anouchka Martin en Assia Touati de bronzen medaille, samen met Mathilde Cini, Justine Delmas en Assia Touati werd ze uitgeschakeld in de series van de 4×100 meter wisselslag. In Tokio nam Wattel deel aan de Olympische Zomerspelen van 2020. Op dit toernooi eindigde ze als zesde op de 100 meter vlinderslag, daarnaast strandde ze in de halve finales van zowel de 50 als de 100 meter vrije slag. Op de wereldkampioenschappen kortebaanzwemmen 2021 in Abu Dhabi eindigde de Française als zevende op de 100 meter vrije slag, daarnaast werd ze uitgeschakeld in de halve finales van zowel de 50 als de 100 meter vlinderslag. Op de 4×50 meter vrije slag eindigde ze samen met Béryl Gastaldello, Charlotte Bonnet en Analia Pigrée op de zevende plaats. Samen met Maxime Grousset, Thomas Piron en Béryl Gastaldello eindigde ze als zesde op de gemengde 4×50 meter vrije slag, op de gemengde 4×50 meter wisselslag eindigde ze samen met Yohann Ndoye Brouard, Antoine Viquerat en Béryl Gastaldello op de zesde plaats.
Tijdens de wereldkampioenschappen zwemmen 2022 in Boedapest sleepte ze de zilveren medaille in de wacht op de 100 meter vlinderslag, daarnaast eindigde ze als zevende op zowel de 100 meter vrije slag als de 50 meter vlinderslag en strandde ze in de halve finales van de 50 meter vrije slag. Samen met Emma Terebo, Adèle Blanchetière en Charlotte Bonnet eindigde ze als achtste op de 4×100 meter wisselslag. In Rome nam Wattel deel aan de Europese kampioenschappen zwemmen 2022. Op dit toernooi behaalde ze de zilveren medaille op zowel de 50 als de 100 meter vlinderslag, op de 4×100 meter wisselslag legde ze samen met Pauline Mahieu, Charlotte Bonnet en Béryl Gastaldello beslag op de zilveren medaille. Samen met Maxime Grousset, Charles Rihoux en Charlotte Bonnet werd ze Europees kampioen op de gemengde 4×100 meter vrije slag, op de gemengde 4×100 meter wisselslag eindigde ze samen met Emma Terebo, Antoine Viquerat en Charles Rihoux op de zesde plaats.

## Internationale toernooien
| Jaar | Olympische Spelen                                         | WK langebaan                                                                                           | WK kortebaan | EK langebaan | EK kortebaan                                                                                           |
| ---- | --------------------------------------------------------- | --- | --- | --- | --- |
| 2013 |                                                           | 38e 50m vlinderslag                                                                                    | | | 16e 50m vlinderslag 17e 100m vlinderslag 18e 200m vlinderslag                                          |
| 2014 |                                                           | | 16e 50m vlinderslag 21e 100m vlinderslag 21e 200m vlinderslag 5e 4×50m vrije slag Wattel zwom enkel de series                           | 12e 50m vlinderslag 14e 100m vlinderslag 12e 200m vlinderslag 10e 4×100m wisselslag                                                       | |
| 2015 |                                                           | 21e 100m vlinderslag 12e 4×100m wisselslag DSQ 4×100m wisselslag gemengd                               | | | geen deelname                                                                                          |
| 2016 | 24e 100m vlinderslag DSQ 4×100m wisselslag                | | 14e 100m vrije slag 18e 50m vlinderslag 9e 100m vlinderslag 6e 4×50m vrije slag 6e 4×100m vrije slag 13e 4×100m wisselslag              | 18e 50m vlinderslag 15e 100m vlinderslag 20e 200m vlinderslag 4e 4×100m vrije slag Wattel zwom enkel de series                            | |
| 2017 |                                                           | geen deelname                                                                                          | | | 6e 100m vrije slag · serie 50m vlinderslag · 100m vlinderslag · 4e 4×50m vrije slag · 4×50m wisselslag |
| 2018 |                                                           | | geen deelname | 7e 100m vrije slag · 10e 100m vlinderslag · 4×100m vrije slag · 4e 4×200m vrije slag · 6e 4×100m vrije slag · 4×100m vrije slag gemengd · | |
| 2019 |                                                           | 5e 50m vlinderslag · 8e 100m vlinderslag · 4×100m vrije slag gemengd                                   | | | geen deelname                                                                                          |
| 2020 | Geen toernooien vanwege de coronapandemie                 | Geen toernooien vanwege de coronapandemie                                                              | Geen toernooien vanwege de coronapandemie                                                                                               | Geen toernooien vanwege de coronapandemie                                                                                                 | Geen toernooien vanwege de coronapandemie                                                              |
| 2021 | 14e 50m vrije slag 9e 100m vrije slag 6e 100m vlinderslag | | 7e 100m vrije slag 16e 50m vlinderslag 14e 100m vlinderslag 7e 4×50m vrije slag 6e 4×50m vrije slag gemengd 6e 4×50m wisselslag gemengd | 100m vrije slag · 9e 50m vlinderslag · 100m vlinderslag · 4×100m vrije slag · 10e 4×100m wisselslag                                       | geen deelname                                                                                          |
| 2022 |                                                           | 12e 50m vrije slag · 7e 100m vrije slag · 7e 50m vlinderslag · 100m vlinderslag · 8e 4×100m wisselslag | 13-18 december | 50m vlinderslag · 100m vlinderslag · 4×100m wisselslag · 4×100m vrije slag gemengd · 6e 4×100m wisselslag gemengd                         | |

## Persoonlijke records
Bijgewerkt tot en met 13 augustus 2022
Kortebaan
| Afstand          | Tijd  | Datum            | Plaats    |
| ---------------- | ----- | ---------------- | --------- |
| 50m vrije slag   | 24,21 | 14 december 2019 | Angers    |
| 100m vrije slag  | 51,45 | 12 december 2019 | Angers    |
| 50m vlinderslag  | 25,16 | 13 december 2019 | Angers    |
| 100m vlinderslag | 55,72 | 21 november 2020 | Boedapest |

Langebaan
| Afstand          | Tijd  | Datum            | Plaats    |
| ---------------- | ----- | ---------------- | --------- |
| 50m vrije slag   | 24,54 | 20 juni 2021     | Chartres  |
| 100m vrije slag  | 53,12 | 29 juli 2021     | Tokio     |
| 50m vlinderslag  | 25,33 | 13 augustus 2022 | Rome      |
| 100m vlinderslag | 56,14 | 19 juni 2022     | Boedapest |